# Lich
Lich is een gemeente in de Duitse deelstaat Hessen, en maakt deel uit van de Landkreis Gießen.
Lich telt 13.880 inwoners.

## Delen van Lich
- Bettenhausen
- Birklar
- Eberstadt
- Kloster Arnsburg
- Langsdorf
- Muschenheim
- Nieder-Bessingen
- Ober-Bessingen

## Historie
zie graafschap Solms-Lich

## Geboren
- Marc-Oliver Kempf (28 januari 1995), voetballer

## Lich

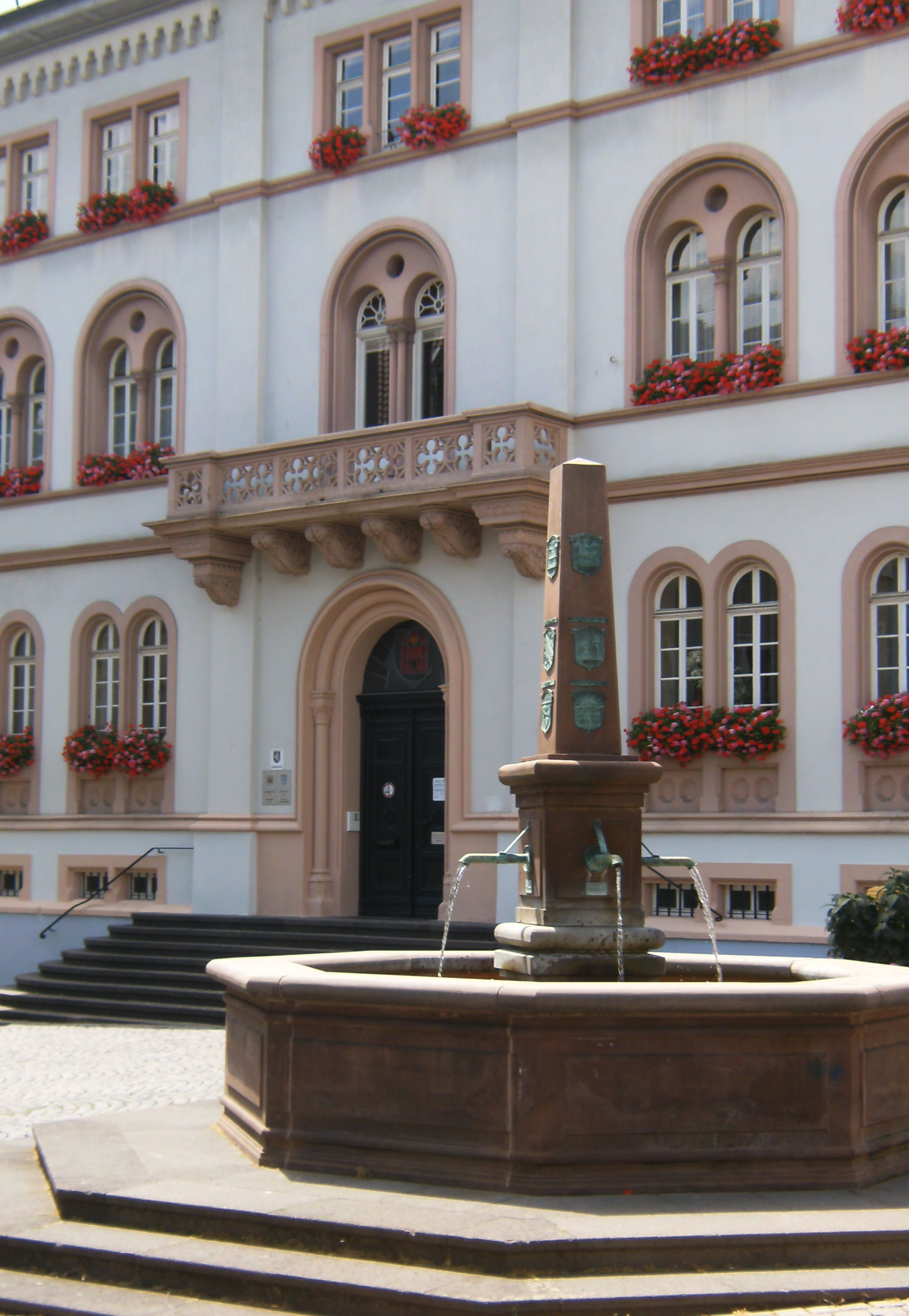
Rathaus mit Marktbrunnen
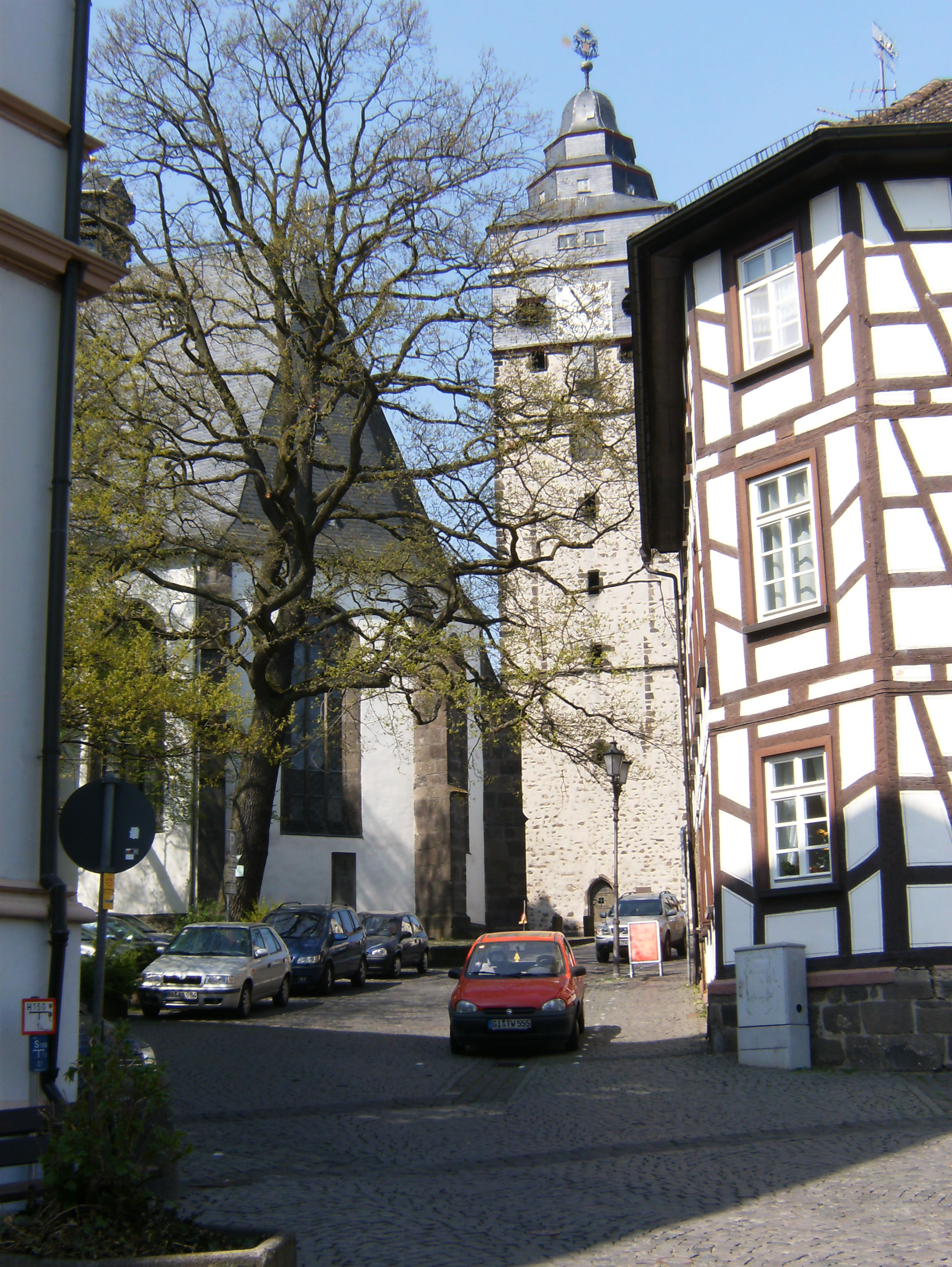
Blick vom Marktplatz zur Marienstiftskirche und zum Stadtturm
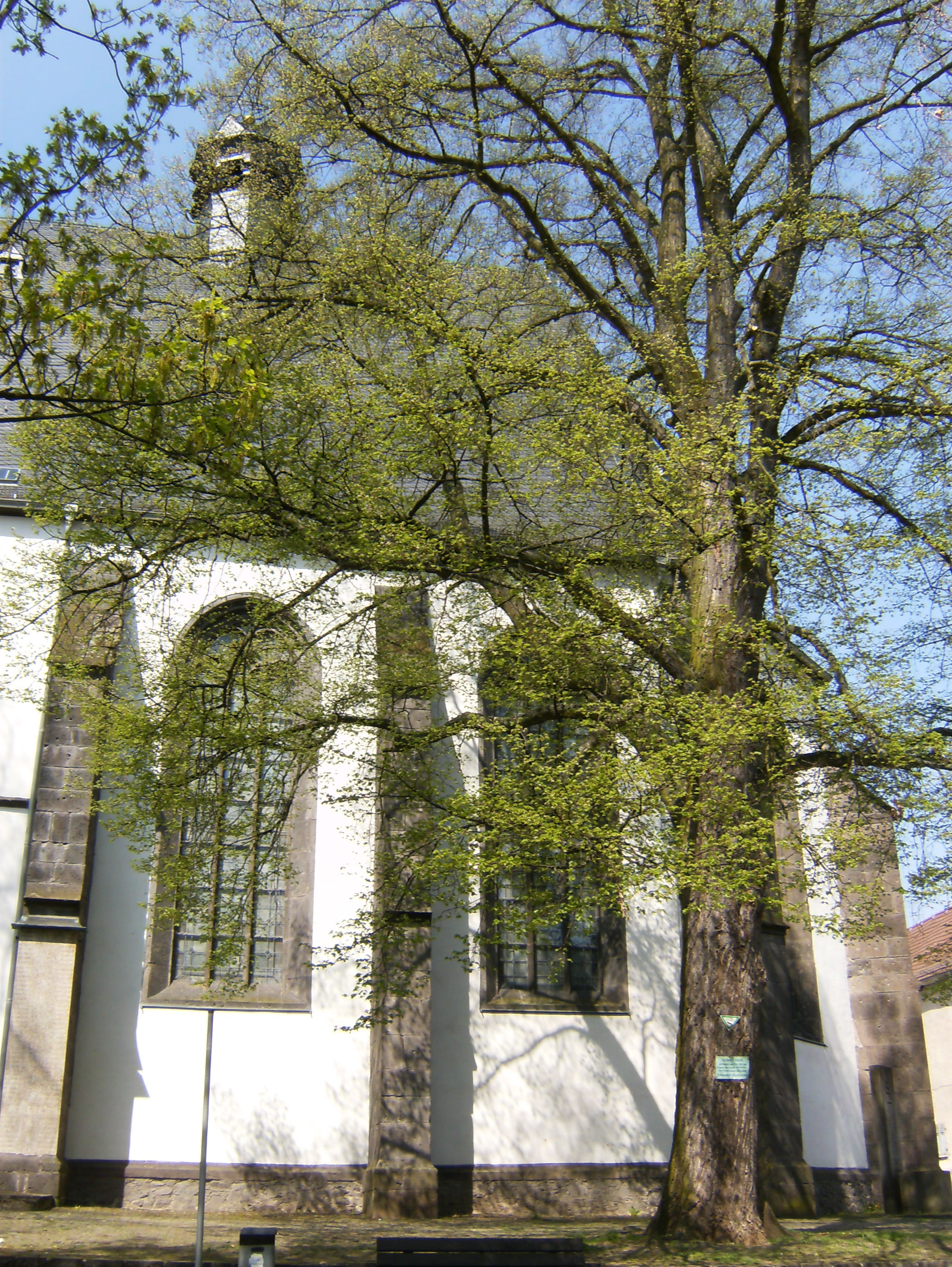
Marienstiftskirche
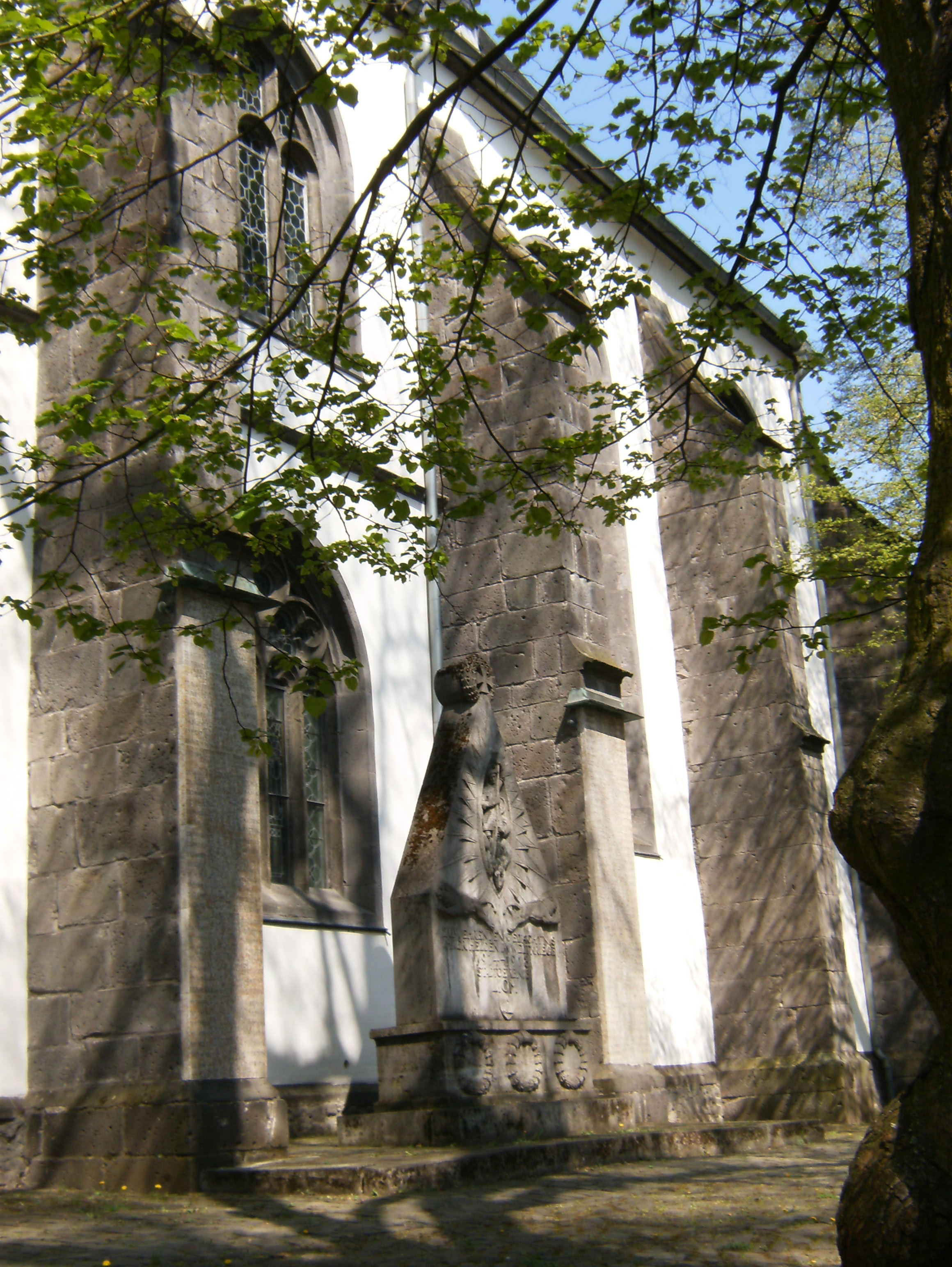
Marienstiftskirche
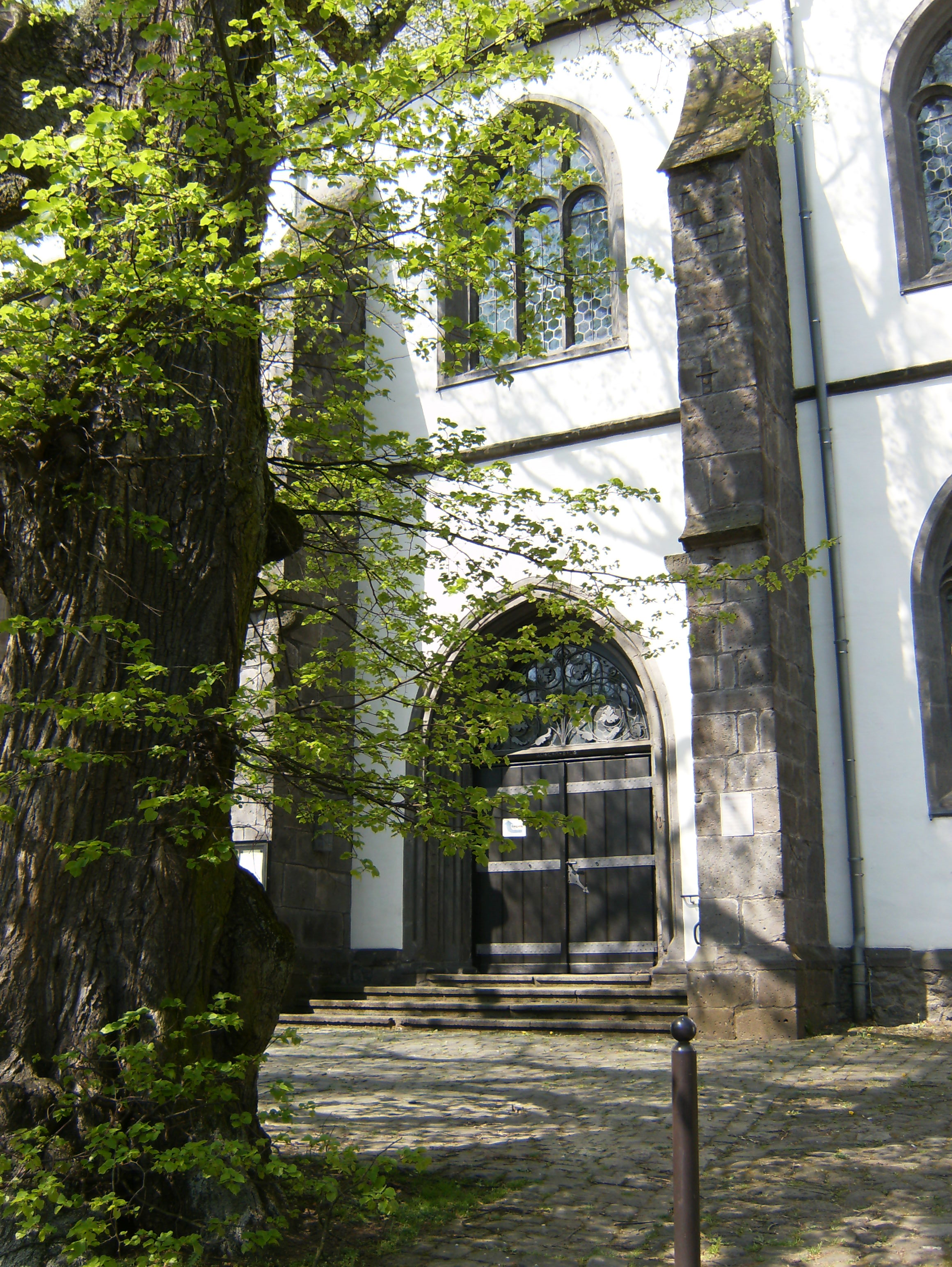
Hauptportal der gotischen Marienstiftskirche
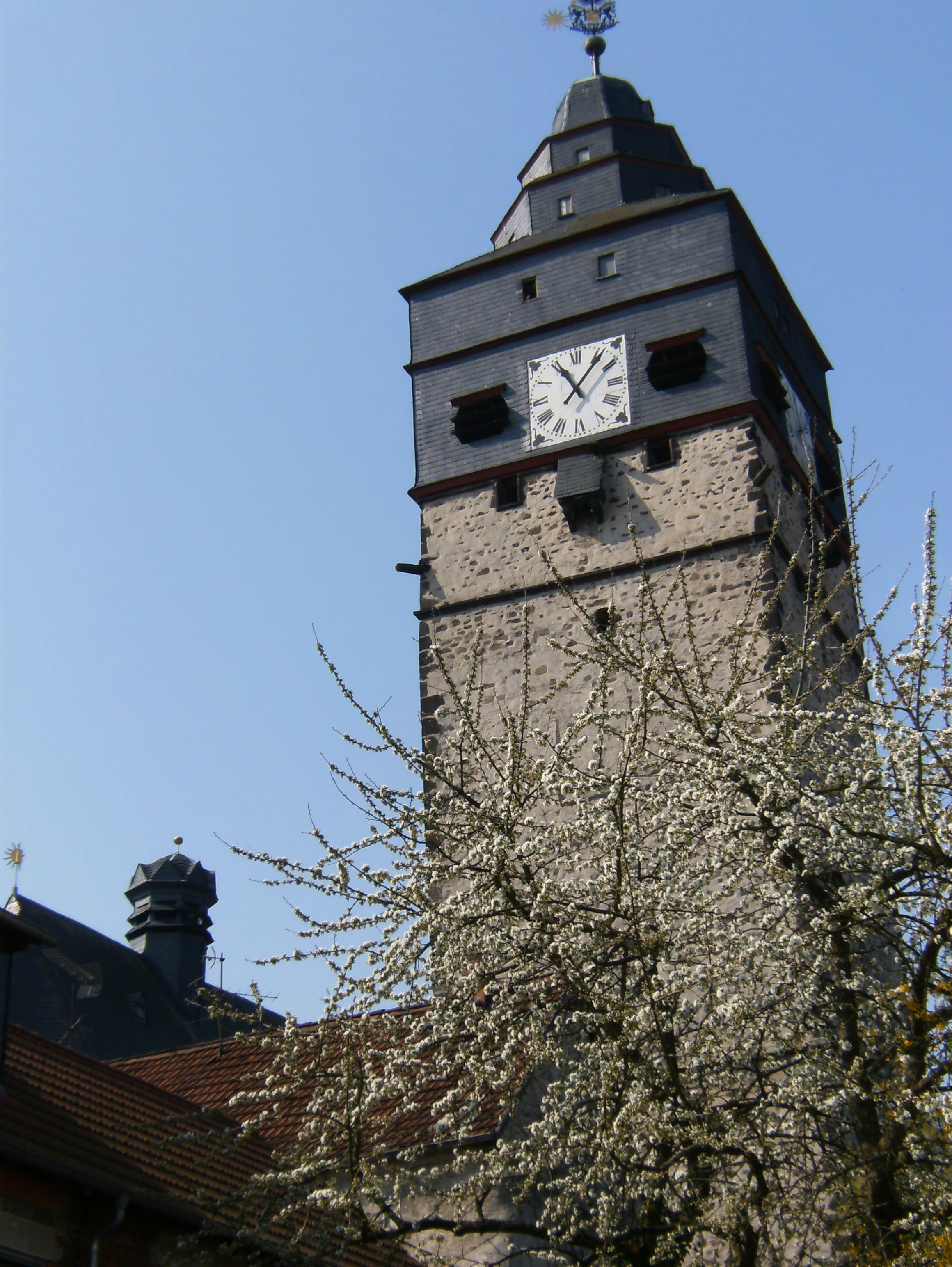
Stadtturm
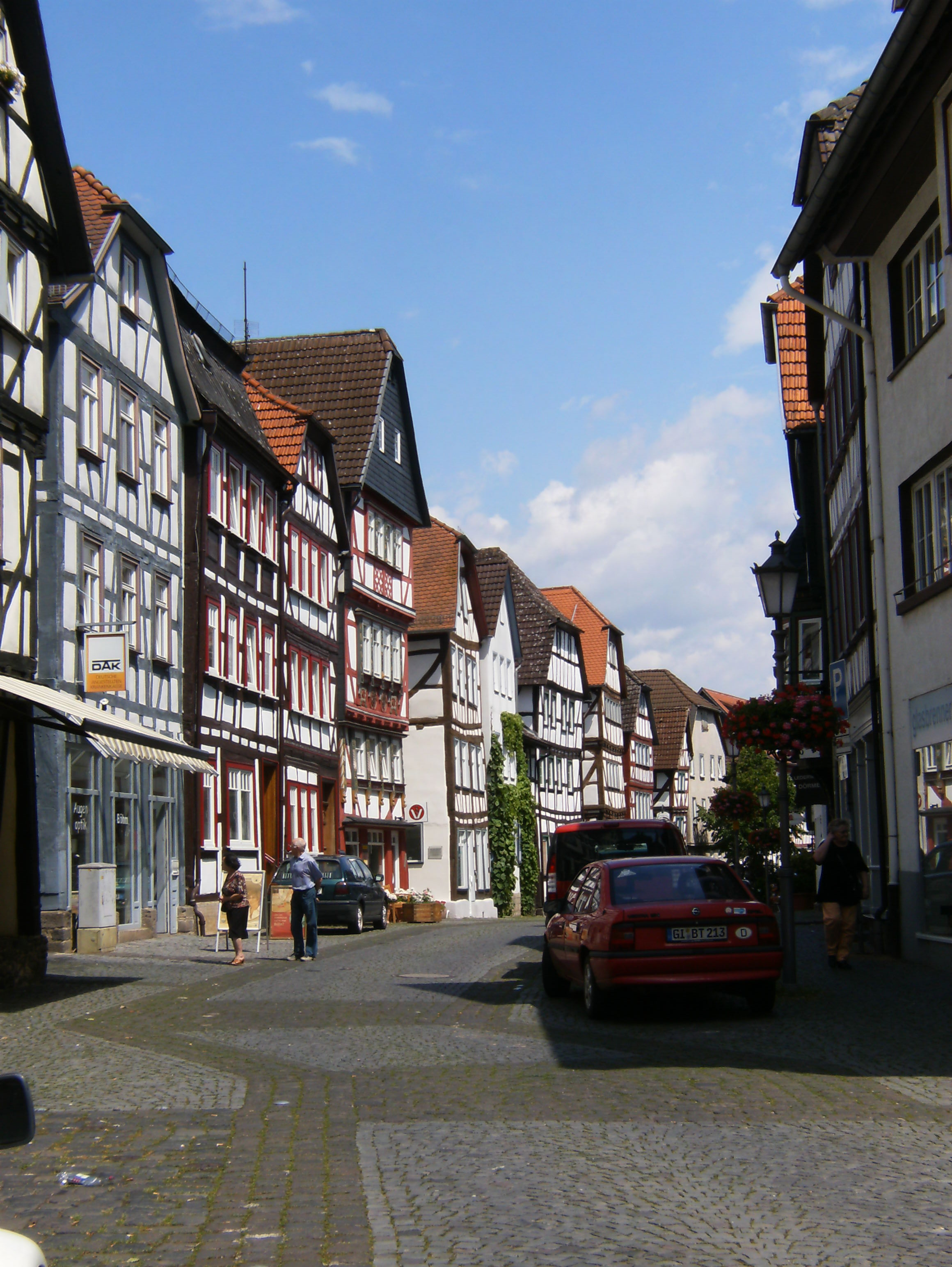
Oberstadt
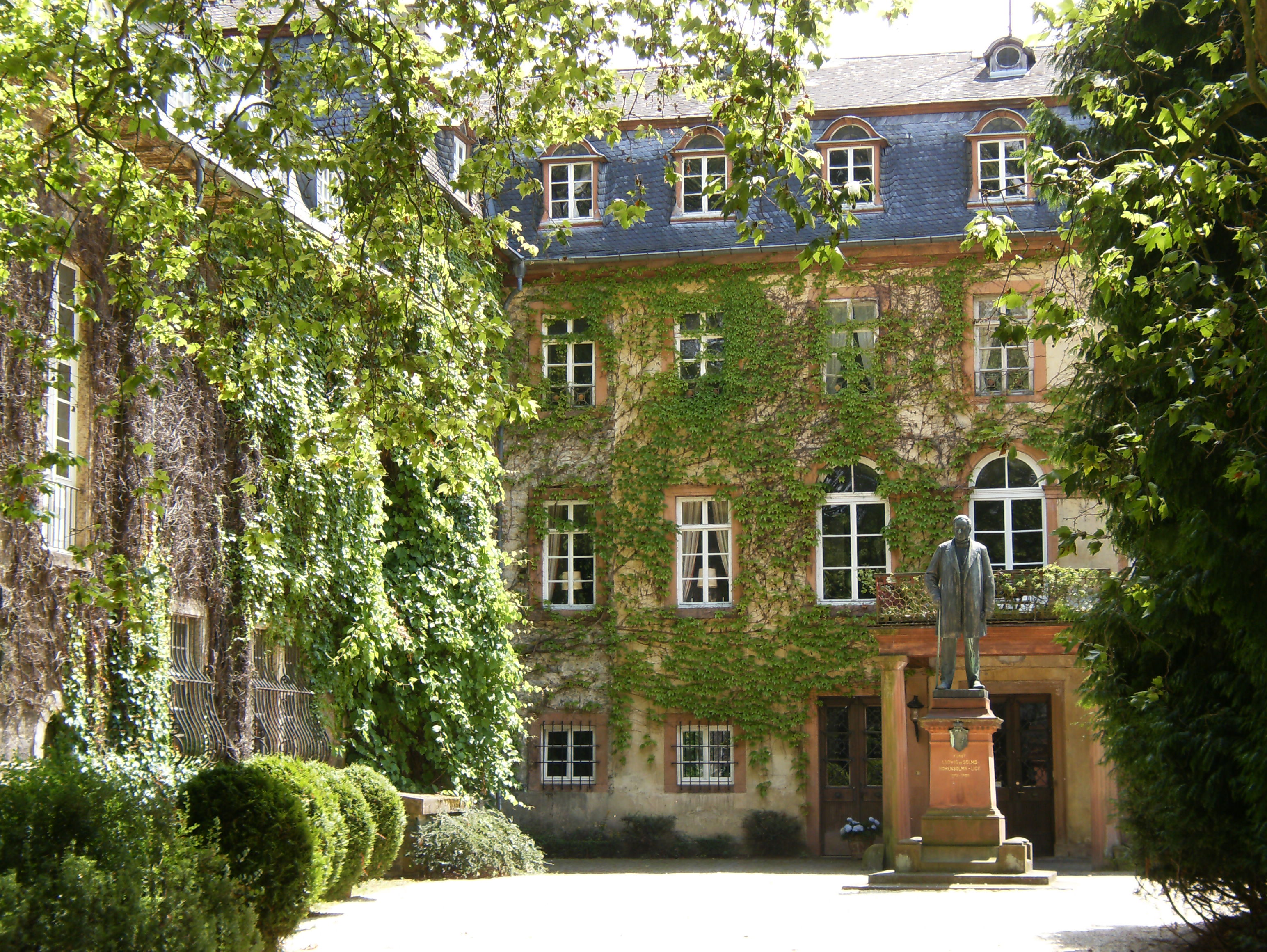
Innenhof des Schlosses mit dem Denkmal für Ludwig Fürst zu Solms-Hohensolms-Lich
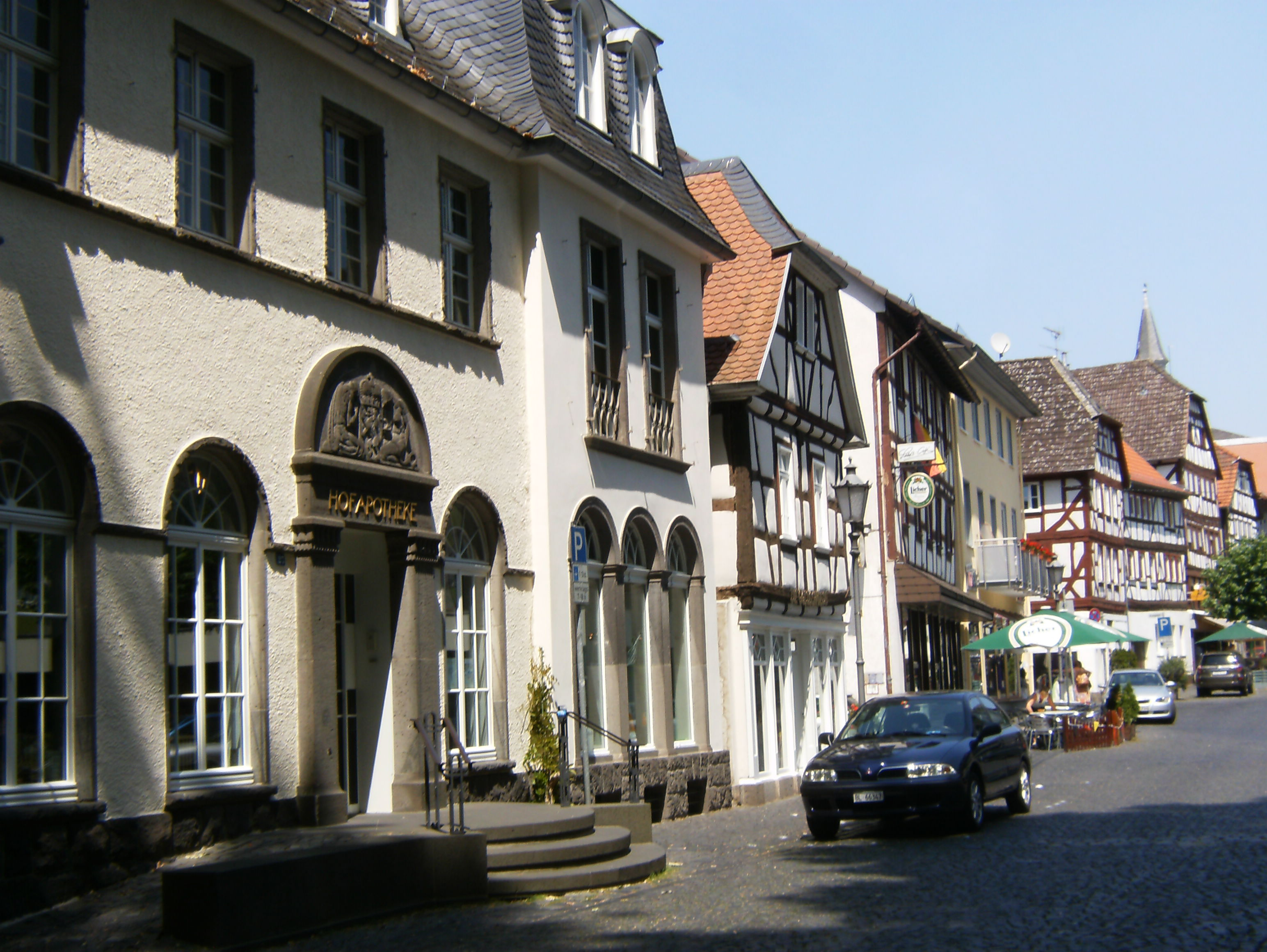
Hofapotheke
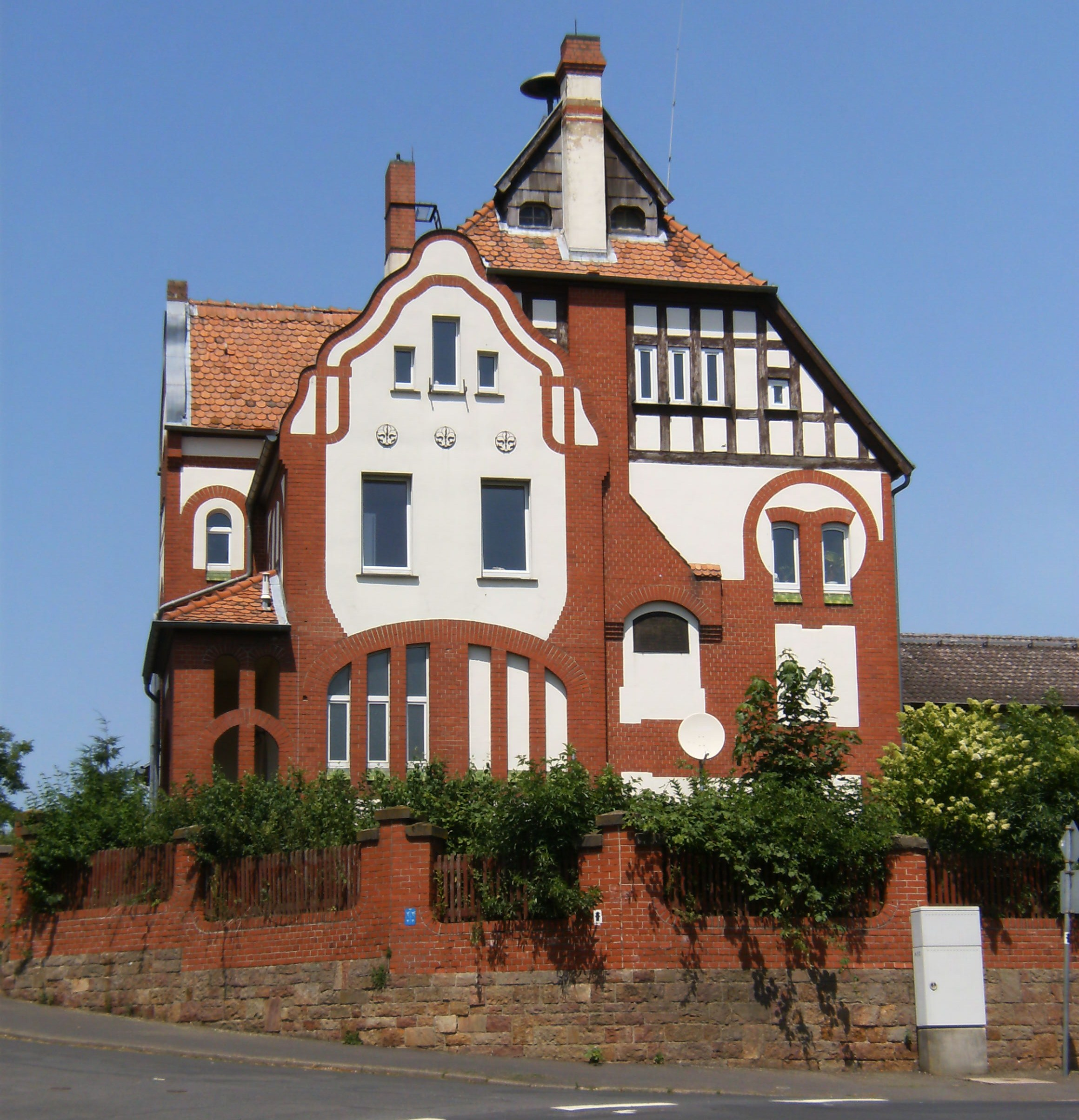
Birklar, Schule
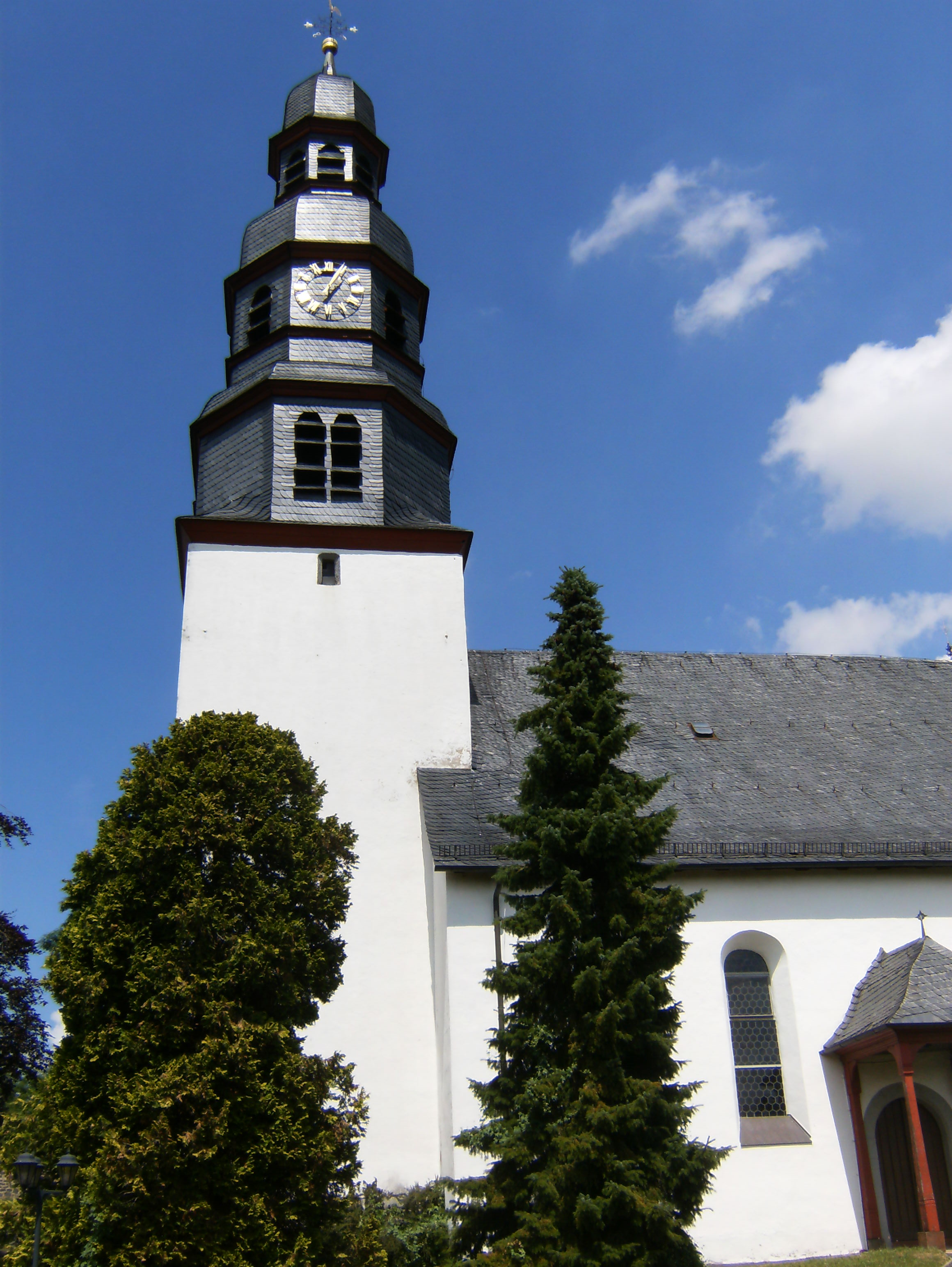
Eberstadt, evgl. Kirche
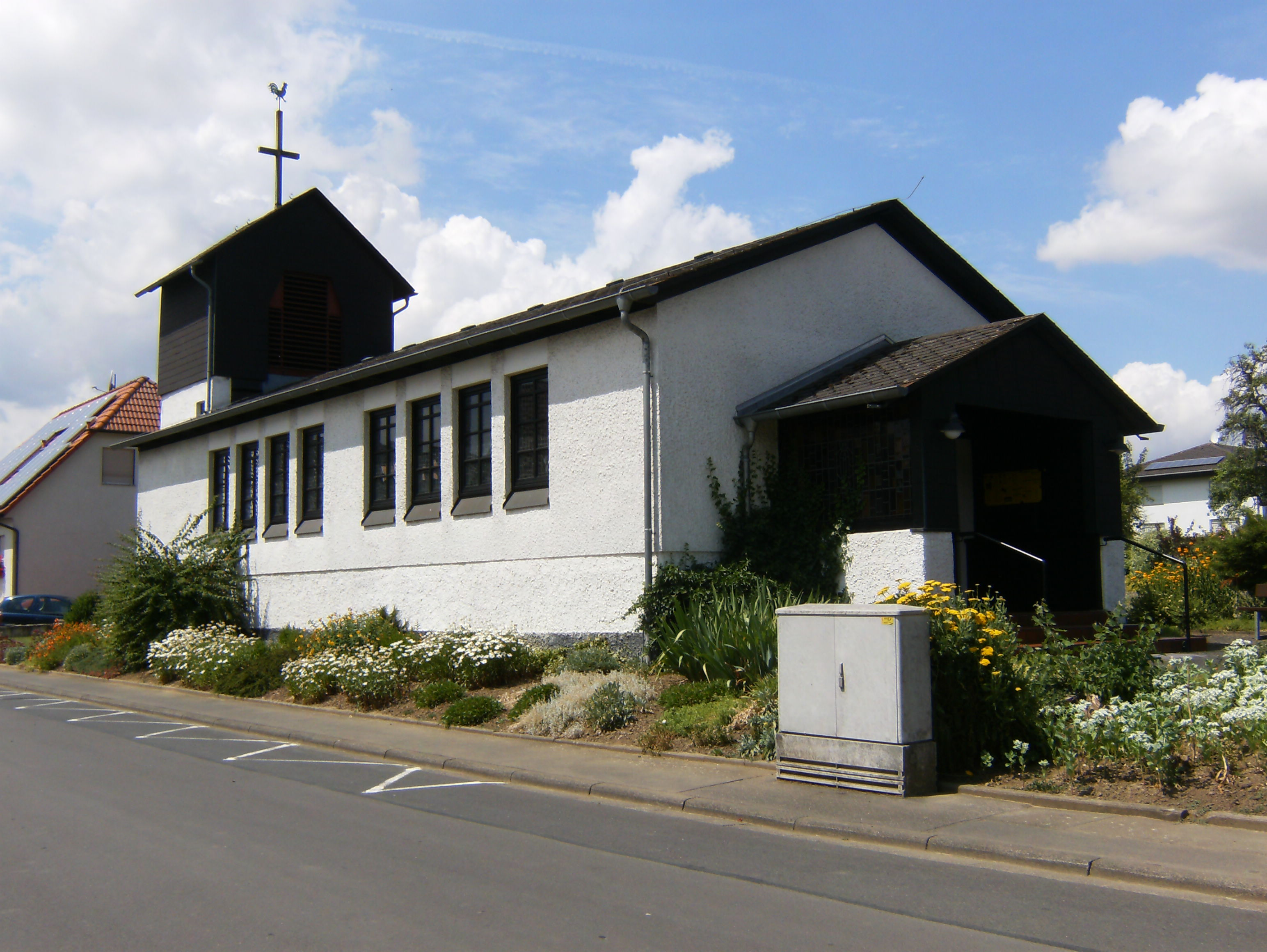
Eberstadt, kath. Kirche „St. Maria Immaculata“
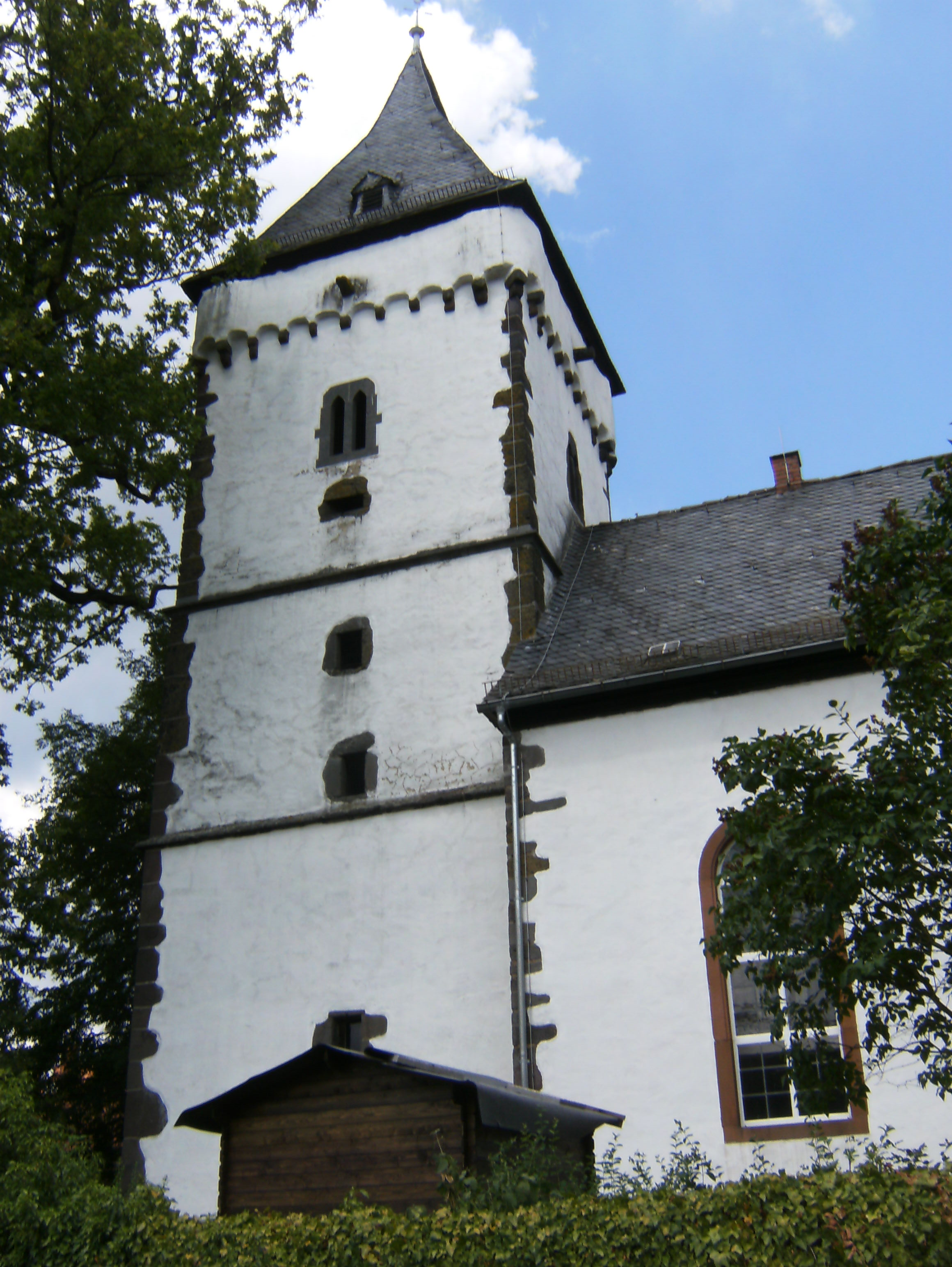
Nieder-Bessingen, Kirche
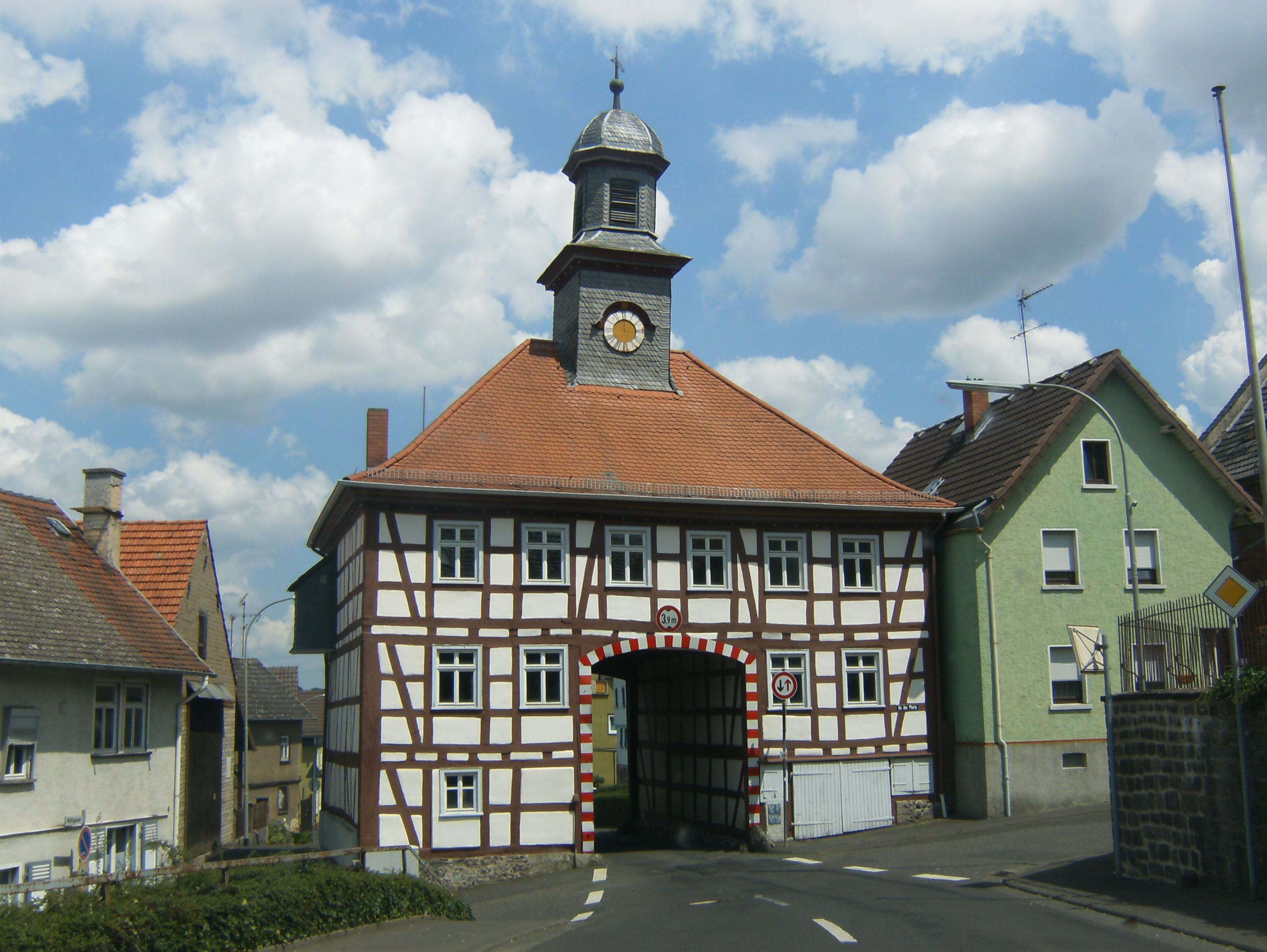
Ober-Bessingen, die „Pforte“
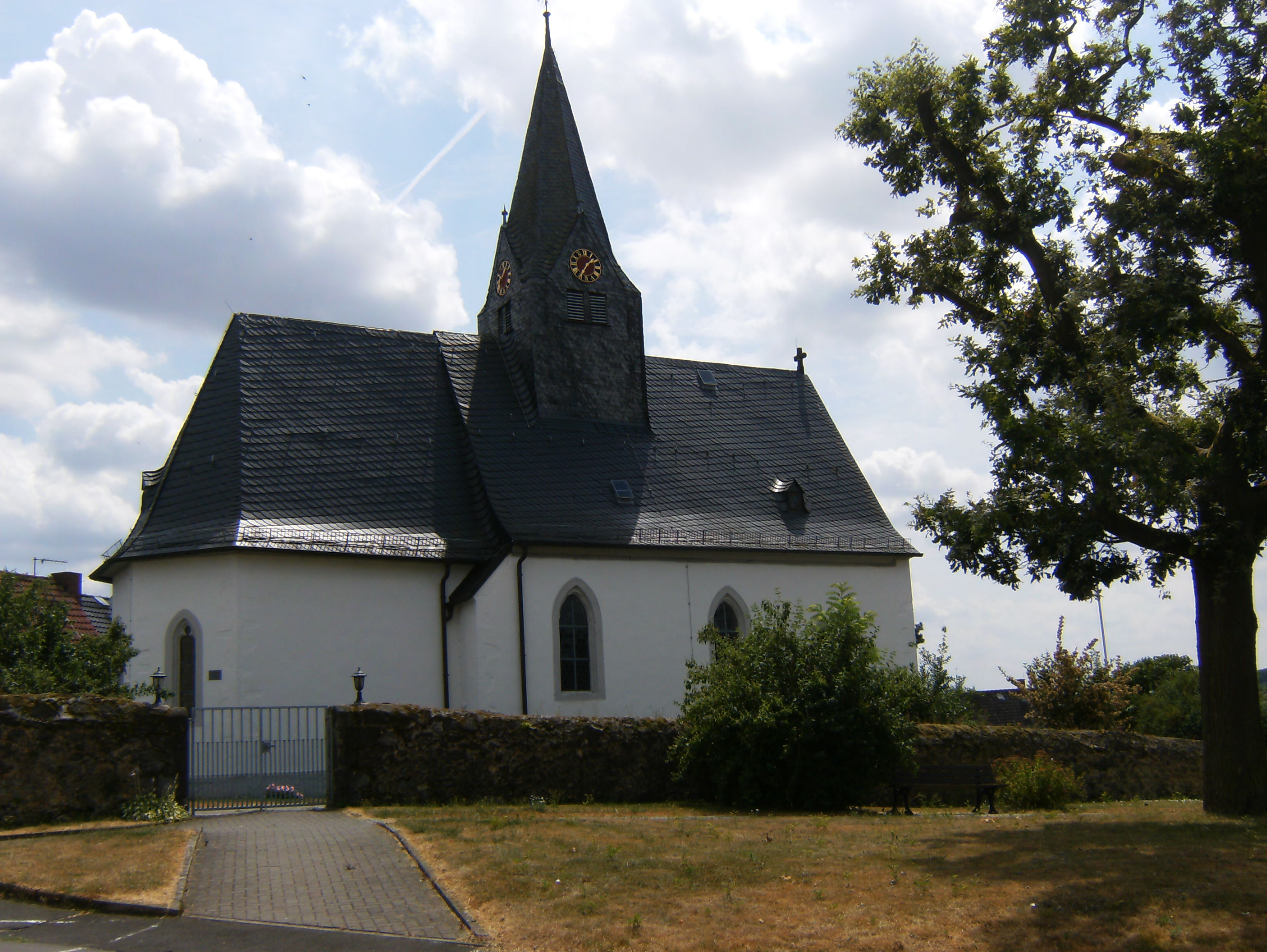
Ober-Bessingen, Kirche
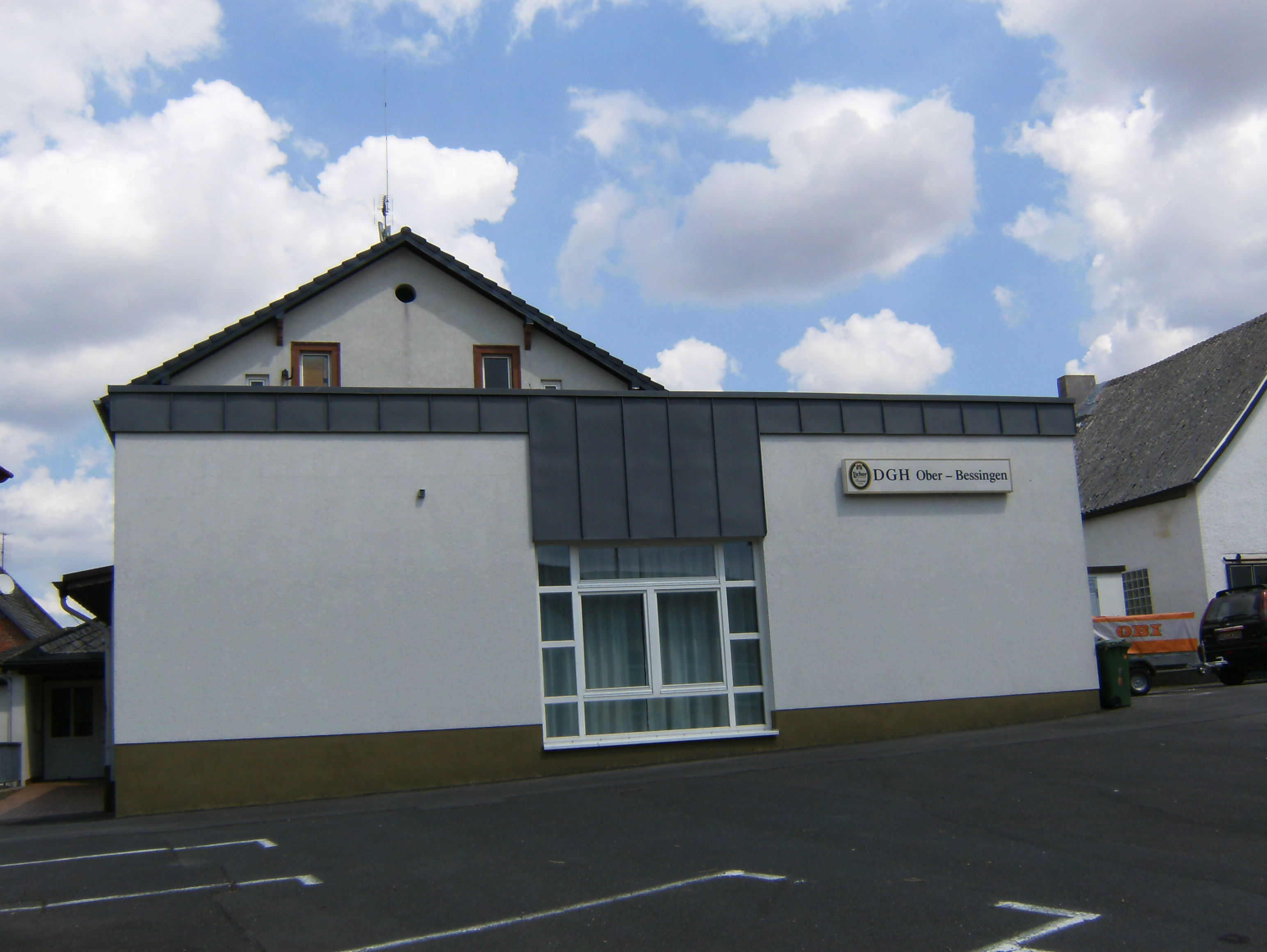
Ober-Bessingen, Dorfgemeinschaftshaus

Allendorf (Lumda) ·
Biebertal ·
Buseck ·
Fernwald ·
Gießen ·
Grünberg ·
Heuchelheim ·
Hungen ·
Langgöns ·
Laubach ·
Lich ·
Linden ·
Lollar ·
Pohlheim ·
Rabenau ·
Reiskirchen ·
Staufenberg ·
Wettenberg